# Phil Cade
Pour les articles homonymes, voir Cade.
Philip Cade est un pilote automobile américain, né le 12 juin 1916 à Charles City (Iowa, États-Unis), et décédé le 28 août 2001 à Winchester (Massachusetts). Il courut principalement en endurance en championnat national, et s'illustra également en course de côte. Il fit une apparition en championnat du monde de Formule 1 à l'occasion du Grand Prix des États-Unis 1959, mais ne put prendre le départ, lâché par le moteur de sa Maserati le jour de la course.